# Jacques Thibaud
Jacques Thibaud (Bordeaux, 27 settembre 1880 – Barcelonnette, 1º settembre 1953) è stato un violinista francese.

## Biografia
Dotato di precoce talento, Thibaud iniziò lo studio del violino con il padre, suonando per la prima volta in pubblico a soli otto anni. A tredici anni si iscrisse al conservatorio di Parigi, dove studiò con Pierre Monteux e Martin Marsick, diplomandosi con un premio speciale nel 1896. Per mantenersi da vivere suonava nei caffè di Parigi e, mentre lavorava al Café Rouge della Rive Gauche, fu ascoltato e quindi ingaggiato dal direttore Édouard Colonne per la sua stagione concertistica. Fece il suo debutto da solista (diretto da Colonne) nell'inverno 1898, riscuotendo tale successo che partecipò ancora come solista nella stessa stagione ad altri 54 concerti; queste esecuzioni costituirono il trampolino di lancio per la sua carriera. Di lì a poco iniziò a suonare in tutta Europa, soprattutto in Gran Bretagna, e dal 1903 diede concerti regolarmente anche negli Stati Uniti d'America.
Formò un trio con i suoi fratelli, uno pianista e l'altro valente violoncellista; tuttavia, questa formazione fu messa in ombra dal grande successo che ebbe il famoso trio formato con il pianista Alfred Cortot e il violoncellista Pablo Casals, ensemble attivo principalmente tra il 1930 e il 1935; Thibaud suonò anche in duo insieme a Cortot (fondatore del trio nel 1905). Il Trio per pianoforte, violino e violoncello in Si♭ maggiore D 898 op. 99 di Franz Schubert, registrato nel 1926, è stato qualificato dalla critica internazionale di insuperabile bellezza interpretativa. Sia questa che altre registrazioni effettuate dal trio sono state riproposte modernamente su CD, analogamente alle incisioni solistiche di Thibaud.
I virtuosismi stilistici, le sonorità eleganti e la calda espressività fecero di Thibaud uno dei migliori violinisti del suo tempo. Come solista, eccelse particolarmente nelle esecuzioni di Beethoven e nel repertorio francese. Per alcuni anni suonò un violino di Carlo Bergonzi, e in seguito acquistò il Baillot Stradivari.
Durante la Seconda Guerra Mondiale rimase in Francia, rifiutandosi di dare concerti in Germania. Nel 1943, con la pianista Marguerite Long, fondò il Concours international Marguerite Long-Jacques Thibaud per violinisti e pianisti, tutt'oggi esistente.
Thibaud ebbe una lunga carriera: dopo i concerti di Londra, tenuti a oltre settant'anni d'età, suonò per l'ultima volta a Biarritz, dieci giorni prima di rimanere vittima di un incidente aereo, avvenuto nel corso della sua tournée in Asia orientale mentre si dirigeva a Saigon. Morì infatti il 1º settembre 1953 nella tragedia del Volo Air France 178, precipitato sulle Alpi di Provenza; Thibaud aveva con sé uno Stradivari del 1720.
Gli è stato intitolato il Conservatorio di Bordeaux.

## Scritti
- Jacques Thibaud, Un violon parle. Souvenir de Jacques Thibaud, recueillis par Jean-Pierre Dorian, Edition Du Blé qui Lève, Paris, 1947
- Jacques Thibaud, Il magico violino. Ricordi di vita e d'arte raccolti da Jean-Pierre Dorian; tr. it. di Enzo Orlandi, Milano, Editrice Antonioli di C. Pastore, stampa 1946